# (4970) Druyan
(4970) Druyan es un asteroide perteneciente al cinturón de asteroides, descubierto el 12 de noviembre de 1988 por Eleanor F. Helin desde el Observatorio del Monte Palomar, Estados Unidos.

## Designación y nombre
Designado provisionalmente como 1988 VO2. Fue nombrado Druyan en honor a la escritora estadounidense y esposa de Carl Sagan, Ann Druyan por sus contribuciones a la comprensión pública de la exploración planetaria y ser la directora creativa del proyecto Voyager.

## Características orbitales
Druyan está situado a una distancia media del Sol de 2,395 ua, pudiendo alejarse hasta 2,743 ua y acercarse hasta 2,046 ua. Su excentricidad es 0,145 y la inclinación orbital 7,229 grados. Emplea 1354 días en completar una órbita alrededor del Sol.

## Características físicas
La magnitud absoluta de Druyan es 13,4. Tiene 8,213 km de diámetro y su albedo se estima en 0,165.